# Blue (zespół muzyczny)
Blue – brytyjski boys band założony w 2000 roku, w którego skład wchodzą Duncan James, Antony Costa, Lee Ryan i Simon Webbe. 

## Historia zespołu
W maju 1999 Lee Ryan i Antony Costa spotkali się po raz pierwszy podczas przesłuchań do nowego boys bandu organizowanych poprzez format ITV's This Morning Simona Cowella. Do składu nowo powstałej formacji wszedł wówczas Ryan oraz m.in. Will Young. W 2000 roku Ryan i Costa zdecydowali się na założenie własnego zespołu razem ze swoim znajomym, Duncanem Jamesem. W celu znalezienie czwartego członka grupy, trio zorganizowało przesłuchania, które wygrał współlokator Ryana, Simon Webbe.
Po sformowaniu się składu zespołu muzycy zaczęli przygotowywać materiał na swój debiutancki album razem ze swoim menedżerem, Danielem Glatmanem. W maju 2001 wydali pierwszy singiel, „All Rise”, który dotarł do czwartego miejsca UK Singles Chart. W sierpniu wydali drugi singiel „Too Close”, który osiągnął pierwsze miejsce notowań w kraju. Wkrótce wokaliści wyjechali do Nowego Jorku, gdzie nakręcili teledysk do piosenki, a także byli świadkami ataków na World Trade Center. W kolejnym miesiącu Ryan udzielił wywiadu dla brytyjskiej gazety The Sun, w której wyznał: To sprawa Nowego Jorku, że zaburzają proporcje (...) Co z fokami? Oni ignorują zwierzęta, które są ważniejsze. Rozmowa stała się tematem kontrowersji, a sam zespół utracił wówczas kontrakt płytowy w Stanach Zjednoczonych. Niedługo później wydali singiel „If You Come Back”, z którym dotarł na szczyt brytyjskich list przebojów. W grudniu ukazał się ich debiutancki album studyjny pt. All Rise, który dotarł na pierwsze miejsce UK Albums Chart i sprzedał się w ponad 1,8 mln egzemplarzy. W marcu 2002 wydali ostatni singiel z albumu, „Fly by II”, który dotarł do szóstego miejsca list przebojów.
W październiku 2002 wydali drugi album studyjny pt. One Love, który zadebiutował na pierwszym miejscu brytyjskiego zestawienia najczęściej kupowanych płyt. Krążek promowali singlami „One Love”, który dotarł do trzeciego miejsca krajowych list przebojów, i „U Make Me Wanna” oraz własną wersja przeboju Eltona Johna „Sorry Seems to Be the Hardest Word” z gościnnym udziałem artysty. Na płycie znalazła się m.in. piosenka „Supersexual”, która ukazała się w Hiszpanii i RPA. 
W czerwcu 2003 Hugh i David Nicholson ze szkockiego zespołu muzycznego Blue pozwali Brytyjczyków, domagając się od nich oraz wytwórni muzycznej EMI 5 mln funtów za przyznanie im praw do wykorzystywania nazwy Blue. Wskutek negocjacji obie formacje zdecydowały się na umorzenie sprawy oraz kontynuowanie działań komercyjnych pod tą samą nazwą. Jesienią wokaliści wydali trzeci album studyjny pt. Guilty, który zadebiutował na pierwszym miejscu krajowych list najczęściej kupowanych płyt po osiągnięciu wyniku ponad 100 tys. sprzedanych egzemplarzy w tygodniu po premierze. Krążek promowały single „Guilty”, „Signed, Sealed, Delivered, I’m Yours” z gościnnym udziałem Steviego Wondera i Angie Stone, „Breathe Easy” oraz „Bubblin’”. Album został sprzedany w ponadmilionowym nakładzie w samej Wielkiej Brytanii. Oprócz czterech singli, grupa postanowiła wydać utwór „The Gift”, który ukazał się na rynku japońskim.

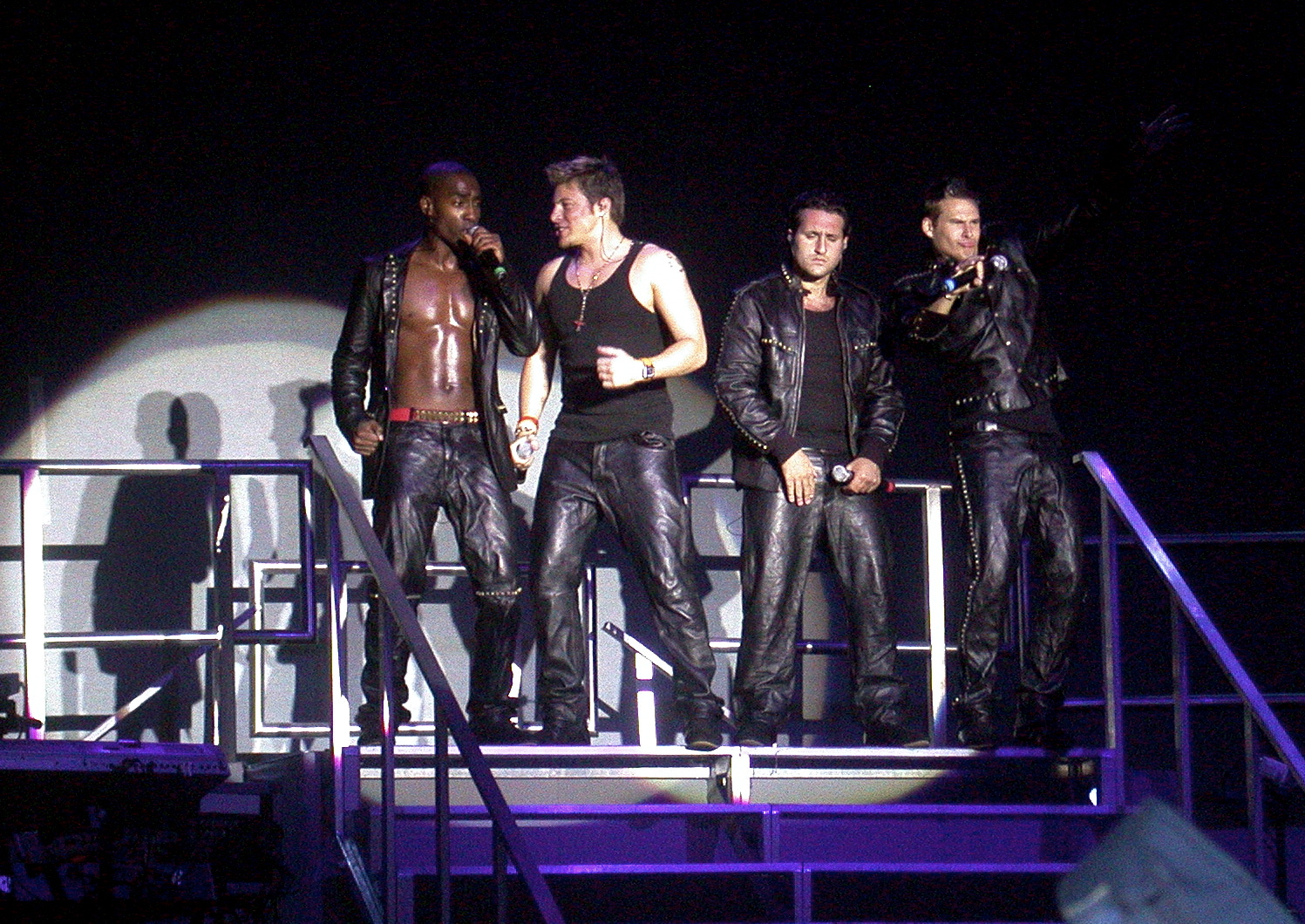
Zespół podczas koncertu we Włoszech, 2005

W listopadzie 2004 wydali pierwszy album kompilacyjny, Best of Blue, na którym umieścili najpopularniejsze piosenki w swym repertuarze, a także premierowe utwory „Curtain Falls” i „Only Words I Know” oraz własną wersję utworu zespołu Kool and the Gang „Get Down on It”, w której nagraniu wzięli udział członkowie grupy oraz Lil’ Kim. Płyta dotarła do drugiego miejsca list najczęściej kupowanych albumów w kraju, gdzie otrzymała także certyfikat podwójnej platynowej płyty. Po wydaniu składanki Simon Webbe i Antony Costa zdecydowali się na wydanie kolejnego krążka kompilacyjnego pt. 4ever Blue, tym razem zawierającego wybrane utwory ze stron B wydanych wcześniej singli, remiksy oraz wcześniej niewydane piosenki. Na płycie znalazł się także debiutancki solowy utwór Duncana Jamesa – „I Believe My Heart”. 
W 2005 ogłosili zawieszenie działalności, co tłumaczyli chęcią rozwoju solowych karier.

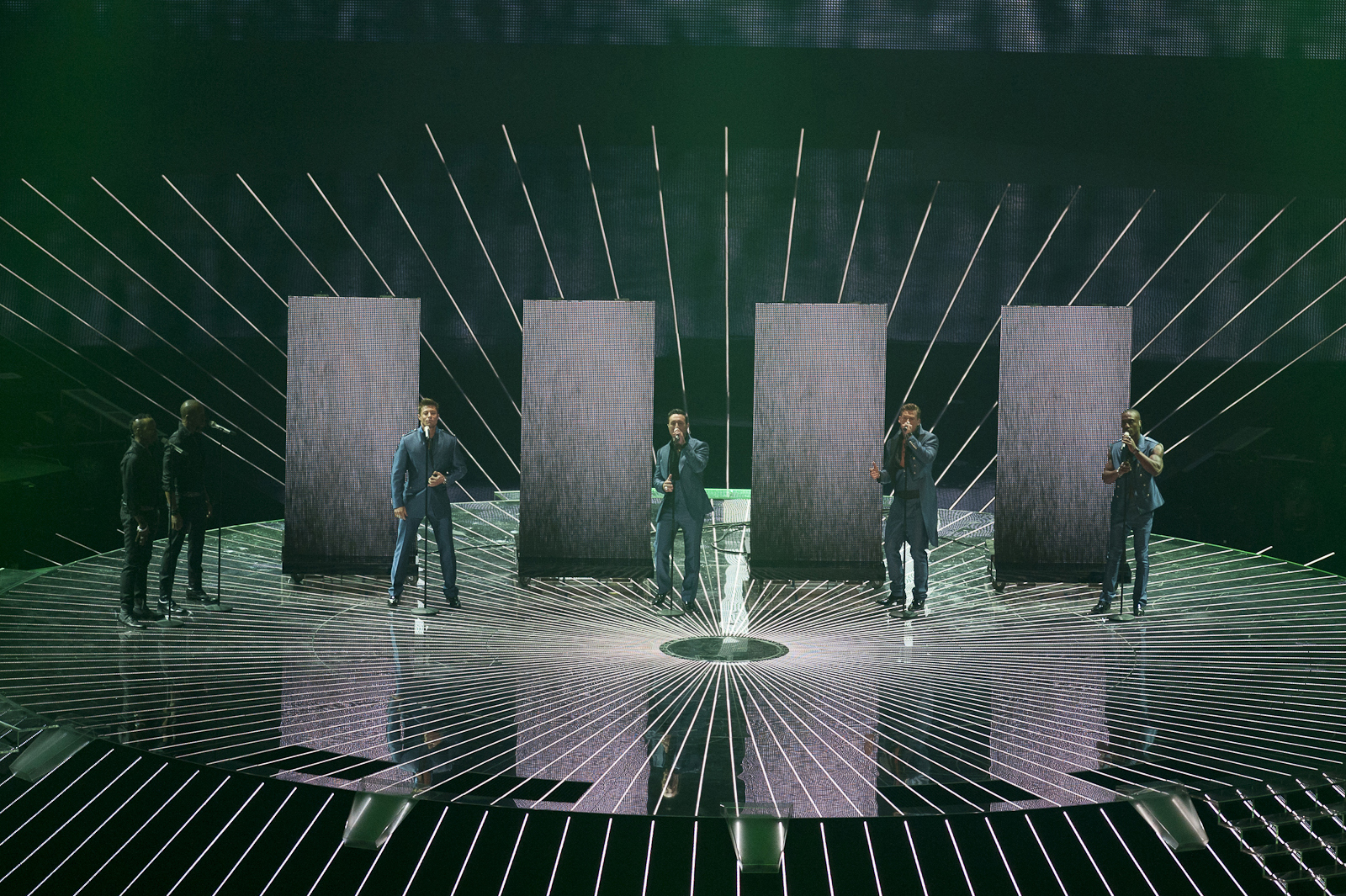
Blue podczas występu w finale 56. Konkursu Piosenki Eurowizji, maj 2011

W kwietniu 2009 zapowiedzieli zagranie wspólnego koncertu na sierpniowym festiwalu Silverstone Classic. W tym czasie pojawiły się także doniesienia, jakoby muzycy pisali nowy materiał i podpisali kontrakt płytowy z wytwórniami Innocent Records i EMI Music, jednak okazały się one nieprawdziwe. Pod koniec stycznia 2011 zostali ogłoszeni reprezentantami Wielkiej Brytanii z utworem „I Can” podczas 56. Konkursu Piosenki Eurowizji w Düsseldorfie. W kwietniu telewizja BBC wyemitowała film dokumentalny prezentujący przygotowania grupy do występu w finale konkursu. 14 maja wystąpili w koncercie finałowym, zajęli 11. miejsce po zdobyciu łącznie 100 punktów.

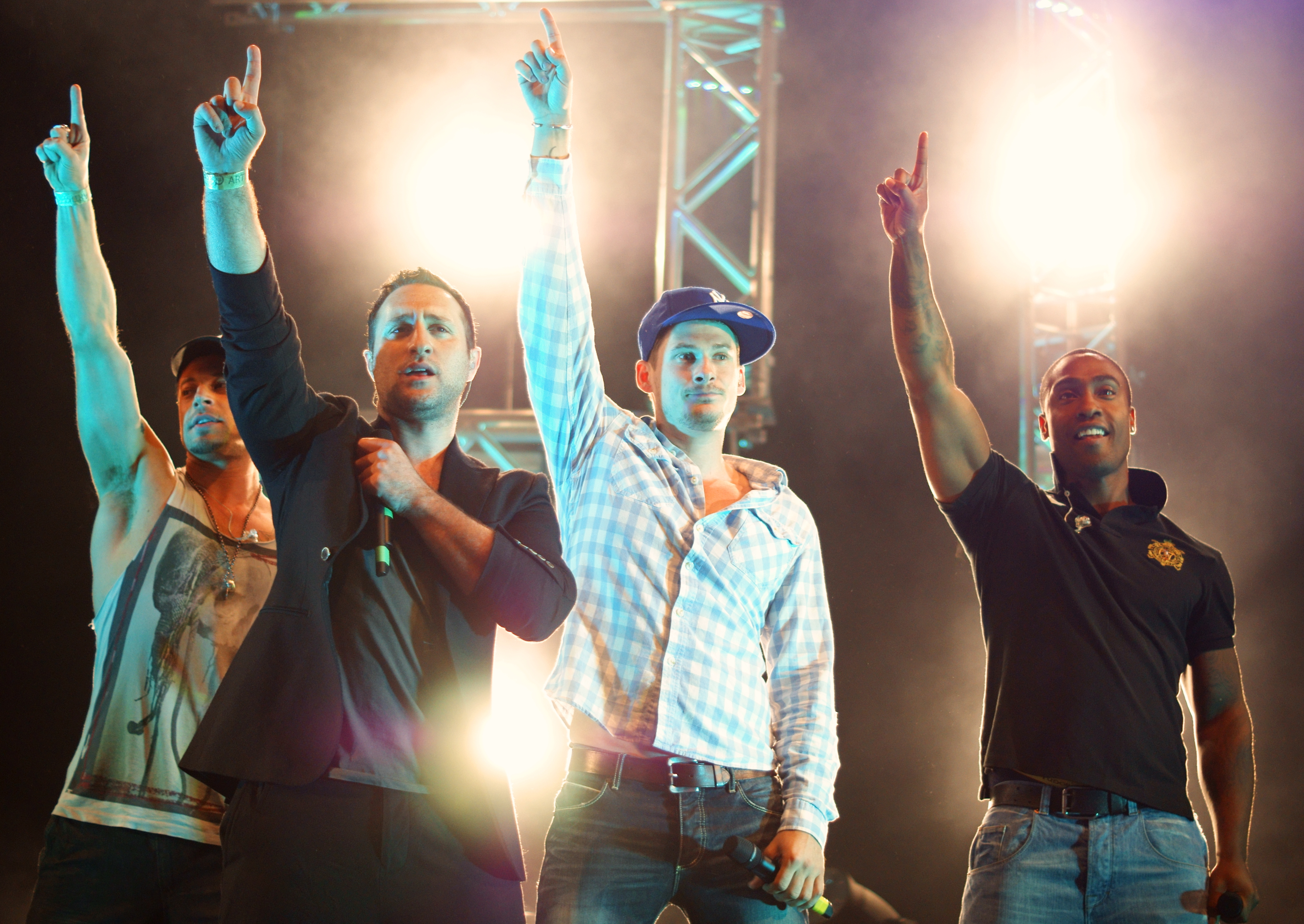
Blue podczas koncertu, wrzesień 2011

W lutym 2012 wyruszyli w krótką trasę koncertową po Manili o nazwie Boybands: The Greatest Hits Tour, podczas której zagrali z Jeffem Timmonsem i boys bandem A1. Pod koniec czerwca wydali utwór „Hurt Lovers”, którą zaśpiewali premierowo podczas koncertu w Chinach. W styczniu 2013 wydali czwarty album studyjny pt. Roulette. W lutym potwierdzili udział w cyklu telewizyjnym The Big Reunion emitowanym na kanale ITV2 oraz zagrali koncert w Hammersmith Apollo w Londynie – zapis filmowy z występu ukazał się w kwietniu na albumie koncertowym DVD. W maju wyruszyli w trasę koncertową po kraju oraz wydali drugi singiel z płyty Roulette, „Without You”, który ukazał się w Niemczech, Szwajcarii i Austrii. Trzecim singlem promującym album został „Break My Heart”. W 2014 wystąpili w programie ITV2 Blue Go Mad in Ibiza, a w listopadzie poinformowali o podpisaniu kontraktu płytowego z wytwórnią Sony Music, która w marcu 2015 wydała ich piąty album studyjny pt. Colours. Krążek osiągnął wynik jedynie 4 tys. sprzedanych egzemplarzy w pierwszym tygodniu po premierze, przez co w kwietniu wytwórnia zerwała kontrakt z zespołem. 21 marca wyruszyli w trasę koncertową po kraju, a w maju zagrali podczas ceremonii VE Day 70: A Party to Remember w londyńskim Horse Guards Parade.

## Dyskografia
| Albumy studyjne - All Rise (2001) - One Love (2002) - Guilty (2003) - Roulette (2013) - Colours (2015) | Albumy kompilacyjne - Best of Blue (2004) - 4Ever Blue (2005) - The Platinum Collection (2006) - The Collection (2007) - Ultimate Blue (2012) |

Single
- 2001 – „All Rise”
- 2001 – „Too Close”
- 2001 – „If You Come Back”
- 2002 – „Fly By II”
- 2002 – „One Love”
- 2002 – „Sorry Seems To Be The Hardest Word” (z Eltonem Johnem)
- 2003 – „U Make Me Wanna”
- 2003 – „Guilty”
- 2003 – „Signed, Sealed, Delivered, I'm Yours” (ze Stevie Wonderem i Angie Stone)
- 2004 – „Breathe Easy”
- 2004 – „Bubblin’”
- 2004 – „Curtain Falls”
- 2005 – „Get Down On It” (z Kool and the Gang i Lil’ Kim)
- 2005 – „Only Words I Know”
- 2011 – „I Can”
- 2013 – „Hurt Lovers”
- 2015 – „King of the World”